# Miss Louisiane USA

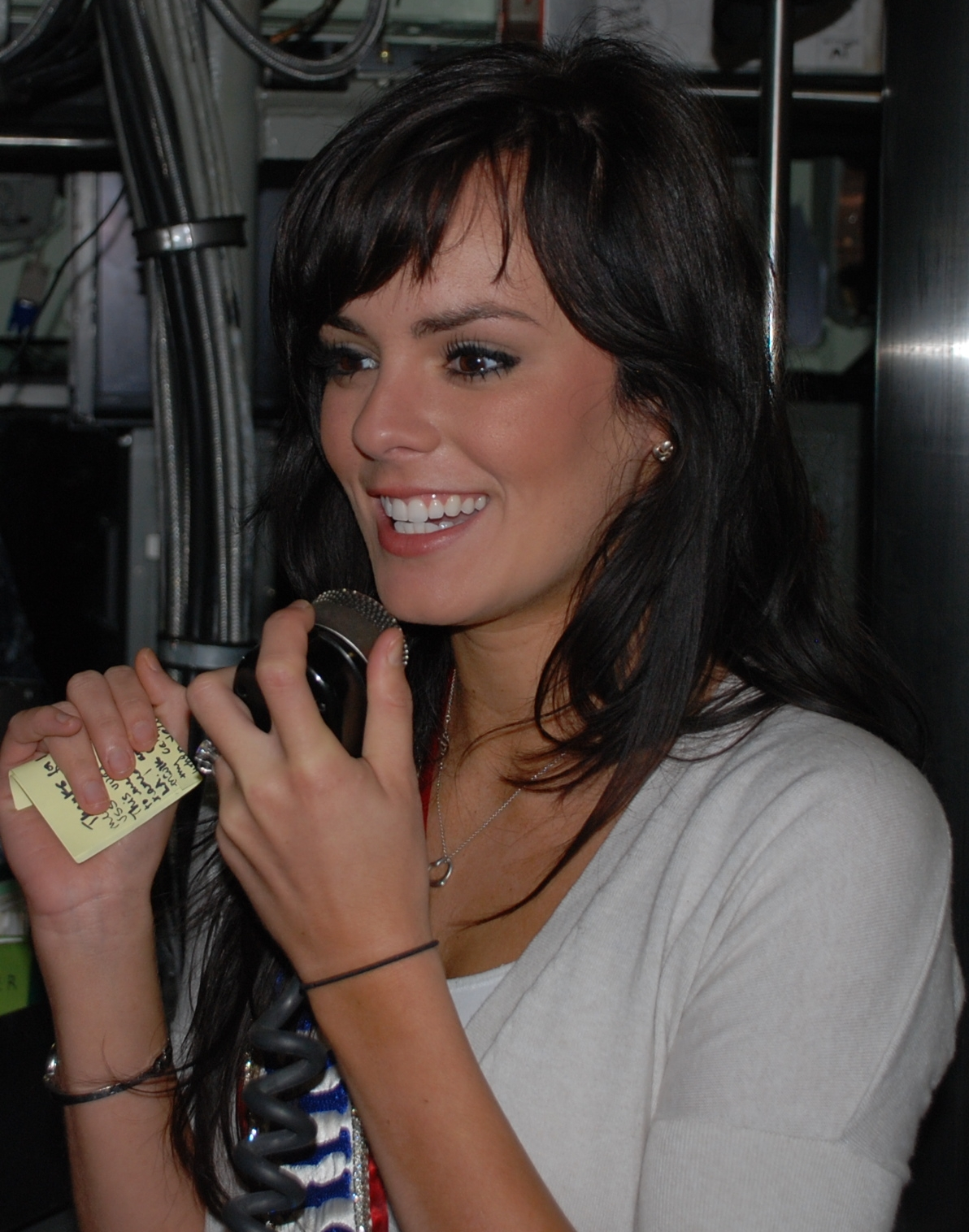
Sara Brooks, Miss Louisiane USA 2010.

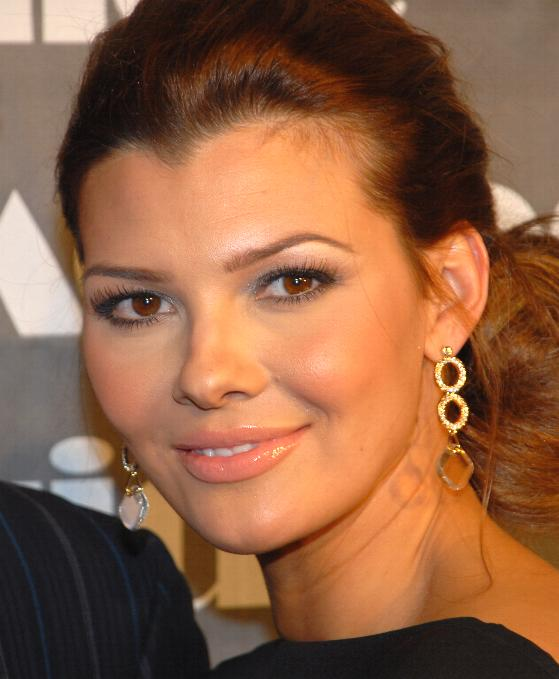
Ali Landry, Miss Louisiane USA 1996 et Miss USA 1996

Miss Louisiane USA, est un concours de beauté féminin, concernant les jeunes femmes qui sont âgées de 17 à 27 ans, résidant dans l'État de la Louisiane, l'élection est qualifiée pour Miss USA.
La dernière Miss USA venant de la Louisiane est Ali Landry en 1996.

## Titres
| Année | Nom                   | Domicile            | Âge1         | Classement à Miss USA | Prix spéciaux à Miss USA               | Notes |
| ----- | --------------------- | ------------------- | ------------ | --------------------- | -------------------------------------- | --- |
| 2024  | Sydney Taylor         | Livingston          | 23           |                       |                                        | Participation à Miss Louisiane Teen USA 2020 et 4e dauphine de Miss Teen USA 2020.                                             |
| 2023  | Sylvia Masters        | Lafayette           | 28           |                       |                                        | |
| 2022  | Katelyn "KT" Scannell | Denham Springs      | 22           |                       |                                        | |
| 2021  | Tanya Crowe           | Amite City          | 27           | Top 16                |                                        | |
| 2020  | Mariah Clayton        | Zachary             | 24           | Top 16                |                                        | |
| 2019  | Victoria Paul         | Alexandria          | 26           | Top 15                |                                        | |
| 2018  | Lauren Vizza          | Shreveport          | 27           |                       |                                        | Participation à Miss Louisiana 2012.                                                                                           |
| 2017  | Bethany Trahan        | Lake Charles        | 21           |                       |                                        | |
| 2016  | Maaliyah Papillion    | Lake Charles        | 21           |                       |                                        | |
| 2015  | Candice Bennatt       | New Orleans         | 26           | Top 11                |                                        | Étudiante à Loyola University New Orleans College of Law. Participante à Miss New Mexico 2012, 4e dauphine de Miss Texas 2011. |
| 2014  | Brittany Guidry       | Houma               | 21           | 3e dauphine           |                                        | Participation à Miss Louisiane Teen USA 2009 et 4e dauphine de Miss Teen USA 2009.                                             |
| 2013  | Kristen Girault       | Metairie            | 21           | Top 10 (8e)           |                                        | Saints de La Nouvelle-Orléans cheerleader                                                                                      |
| 2012  | Erin Edmiston         | Lafayette           | 22           | Top 16 (12e)          |                                        | |
| 2011  | Page Pennock          | Shreveport          | 21           |                       |                                        | |
| 2010  | Sara Brooks           | Houston (Texas)     | 22           |                       |                                        | Étudiante à l'Université de Louisiane à Lafayette.                                                                             |
| 2009  | Lacey Minchew         | Baton Rouge         | 24           |                       |                                        | Participation à Miss Teen America 2002, représentant la Géorgie.                                                               |
| 2008  | Michelle Berthelot    | Hammond             |              |                       |                                        | |
| 2007  | Elizabeth McNulty     | Lafayette           | 25           | Top 15 (12e)          |                                        | |
| 2006  | Christina Cuenca      | Chalmette           | 26           |                       |                                        | |
| 2005  | Candice Stewart       | Metairie            | 21           |                       |                                        | Participation Miss Louisiana Teen USA 2002. Candidate à Big Brother 15.                                                        |
| 2004  | Melissa McConnell     | Ruston              | 27           |                       |                                        | |
| 2003  | Brittney Rogers       | Shreveport          | 20           |                       |                                        | Candidate à The Amazing Race 8.                                                                                                |
| 2002  | Anne-Katherine Lene   | La Nouvelle-Orléans |              | Demi-finaliste (7e)   |                                        | |
| 2001  | Heather Hayden        | Amite               |              |                       |                                        | |
| 2000  | Jennifer Dupont       | Bossier City        |              |                       |                                        | Participation Miss Louisiana Teen USA 1998, Miss Louisiana 2004 et 1re dauphine de Miss America 2005                           |
| 1999  | Melissa Bongiovanni   | Baton Rouge         |              |                       |                                        | |
| 1998  | Debbie Delhomme       | Lafayette           |              | Demi-finaliste (7e)   |                                        | |
| 1997  | Nikole Viola          | Walker              |              |                       |                                        | |
| 1996  | Ali Landry            | Breaux Bridge       | 22           | Miss USA 1996         | Miss Photogenic                        | Participation à Miss Louisiane Teen USA 1990 (Top 12 à Miss Teen USA 1990), Top 6 finaliste à Miss Universe 1996               |
| 1995  | Elizabeth Coxe        | Springfield         | 24           | Finaliste (6e)        |                                        | |
| 1994  | Shirelle Hebert       | Arabi               |              | Finaliste (4e)        |                                        | |
| 1993  | Jennifer Mitchell     | Leesville           |              |                       |                                        | |
| 1992  | Christy Saylor        | Baton Rouge         |              | Demi-finaliste (12e)  |                                        | |
| 1991  | Melinda Murphy        | West Monroe         |              |                       |                                        | |
| 1990  | Jeanne Burns          | Baton Rouge         |              |                       |                                        | |
| 1989  | Elizabeth Primm       | Houma               |              | 3e dauphine           | Miss Photogenique, 2e meilleur costume | . |
| 1988  | Rhonda Vinson         | Shreveport          |              |                       |                                        | |
| 1987  | Carol Carter          | Shreveport          |              |                       |                                        | Participation à Miss Louisiana 1985                                                                                            |
| 1986  | Cecelia Brady         | Olla                |              |                       |                                        | |
| 1985  | Sarie Joubert         | Shreveport          |              | 3e dauphine           |                                        | 1re dauphine de Miss International 1985 à Miss USA.                                                                            |
| 1984  | Rusanne Jourdan       | Baton Rouge         |              |                       |                                        | |
| 1983  | Pamela Forrest        | Baton Rouge         |              | 3e dauphine           |                                        | |
| 1982  | Lisa Michael          | Baton Rouge         |              |                       |                                        | |
| 1981  | Lisa Moss             | Shreveport          |              | 2e dauphine           |                                        | Miss World USA 1981 et Top 5 finaliste à Miss World 1981                                                                       |
| 1980  | Kelly Bonin           | Baton Rouge         |              |                       |                                        | |
| 1979  | Lisa Anderson         | Gretna              | 19           |                       |                                        | |
| 1978  | Tauny Hanes           | Baton Rouge         |              |                       |                                        | |
| 1977  | Patti Rosenbalm       | Bossier City        |              |                       |                                        | |
| 1976  | Robyn Sanders         | Winnfield           |              | 4e dauphine           |                                        | |
| 1975  | Rhonda Shear          | Nouvelle-Orléans    |              |                       |                                        | Actrice et présentatrice télé, mieux connue dans USA Up All Night.                                                             |
| 1974  | Karen Hoff            | Bossier City        |              | Demi-finaliste        |                                        | |
| 1973  | Storm Hensley         |                     |              | Demi-finaliste        |                                        | |
| 1972  | Bonnie Martin         | Ashland             | 21           | Demi-finaliste        |                                        | |
| 1971  | Diana Risenstein      |                     |              |                       |                                        | |
| 1970  | Nadine Robertson      | Bossier City        | 23           |                       |                                        | |
| 1969  | Patricia Dupre        | Washington          |              |                       |                                        | |
| 1968  | Kathy Hebert          |                     |              |                       | Miss Photogénique                      | |
| 1967  | Diane Madere          | Houma               | 21           |                       |                                        | |
| 1966  | Tanya Becnel          |                     |              |                       |                                        | |
| 1965  | Terri Sommers         | Shreveport          | 19           |                       |                                        | |
| 1964  | Linda Graves          | Shreveport          |              |                       |                                        | |
| 1963  | Peggy Romero          |                     |              |                       |                                        | |
| 1962  | Diana Jane Smith      | Oak Ridge           |              |                       |                                        | Demi-finaliste à Miss Monde USA 1962                                                                                           |
| 1961  | Sharon Brown          | Minden              |              | Miss USA 1961         | Miss Photogénique                      | 4e dauphine de Miss Univers 1961                                                                                               |
| 1960  | Judy Fletcher         |                     |              | Demi-finaliste        | Miss Congénitale                       | |
| 1959  | Mary Lobianco         |                     |              | Demi-finaliste        |                                        | |
| 1958  | Eurlyne Howell        | Bossier City        |              | Miss USA 1958         |                                        | 3e dauphine de Miss Univers 1958                                                                                               |
| 1957  | Earlyn Regouffre      |                     |              |                       |                                        | |
| 1956  | Cecile Morris         | Baton Rouge         | 19           |                       |                                        | |
| 1955  | Merlin Garcia         | Gretna              | 19           |                       |                                        | |
| 1954  | Sadie Vinson          | Nouvelle-Orléans    |              |                       |                                        | Finaliste à Miss Dixie 1955 |
| 1953  | Jeanne Thompson       | Baton Rouge         |              | Demi-finaliste        | Miss Congenialité                      | |
| 1952  | Jeanne Thompson       | Baton Rouge         | 1re dauphine |                       |                                        | |

1 âge au moment de l'élection de Miss USA

## Palmarès à l’élection Miss USA depuis 1952
- Miss USA : 1958, 1961, 1996
- 1re dauphine : 1952
- 2e dauphine : 1981
- 3e dauphine : 1983, 1985, 1989, 2014
- 4e dauphine : 1976
- Top 5 :
- Top 10 : 1994, 1995, 1998, 2013
- Top 15 : 1959, 1960, 1972, 1973, 1974, 1992, 2002, 2007, 2015
- Top 20 : 1953, 2012
- Classement des états pour les 10 dernières élections :